# Kálnica
Kálnica este o comună slovacă, aflată în districtul Nové Mesto nad Váhom din regiunea Trenčín. Localitatea se află la altitudinea de 223 m deasupra n.m., se întinde pe o suprafață de 26,41 km2 și în 2017 număra 1.063 de locuitori.

## Istoric
Localitatea Kálnica este atestată documentar din 1396.

## Demografie
| An:                | 1994 | 2004   | 2014   | 2024   |
| ------------------ | ---- | ------ | ------ | ------ |
| Număr de persoane: | 986  | 1047   | 1033   | 995    |
| Diferență:         |      | +6,18% | −1,33% | −3,67% |

| An:                | 2023 | 2024   |
| ------------------ | ---- | ------ |
| Număr de persoane: | 1006 | 995    |
| Diferență:         |      | −1,09% |